# Crkva Uznesenja Marijinog u Jelsi
Crkva Uznesenja Marijinog (bivša crkva sv. Fabijana i Sebastijana) je rimokatolička crkva u Jelsi na Hvaru.

## Opis
Trobrodna građevina ima masivne stupove koji nose lukove i svodnu konstrukciju. Nad zidovima sjevernog i južnog pročelja izgrađen je obrambeni zid s kruništem i zidanim ophodom. Nad svetištem je izgrađena kula s kruništem, zakrovljena četverostrešnim krovom. U SI uglu crkve je manji speronirani bastion u kojem je sakristija.
Uz glavni ltar, crkva ima još šest dodatnih oltara. U čelu sjeverne lađe nalazi se vrijedni drveni oltar sa triptihom Gospa s Djetetom te svecima Rokom i Nikolom, restauriran 2009. U većoj kapeli te iste crkvene lađe mramorni je oltar s kipom Gospe od Ružarija koji se za Veliki tjedan oblači u crninu u znak „Gospine žalosti".

## Povijest
Crkva se spominje već 1331. u Hvarskom statutu kao crkva Sv. Marije. Bila je to osamljena romanička ili ranogotička crkvica na uzvisini zvanoj Glavica, koja je služila kao mjesto okupljanja bogate bratovštine sv. Fabijana i Sebastijana, osnovane 1519. g.
Zbog opasnosti od napada Osmanlija, crkvica se 1535. proširuje i fortificira. Budući da je fortifikaciju i proširenje crkve napravila bratovština sv. Fabijana i Sebastijana, crkva je po njoj dobila i ime koje je nosila sve do 2000. godine, kada joj je vraćen stari naziv – Crkva Uznesenja Marijina.
Ove fortifikacije su odigrale ključnu ulogu u obrani naselja za osmanskog napada 1571. Nakon napada, oko crkve se 1573. gradi obrambeni zid koji je sačuvan do danas.
Dana 26. prosinca 1771. g. udarac groma je prouzročio požar u kojem je stradala pala na glavnom oltaru, koji je zapravo bio cijeli poliptih od tri velike i osam manjih slika, nabavljen u Veneciji 1576. Prema predaji, autor poliptiha je bio Paolo Veronese.  Već slijedeće godine izgrađen je u prezbiteriju novi bogato urešeni mramorni oltar, a 1777 i bogato mramorno svetohranište. Godine 1892., na vrhu je, prema nacrtu Vecchiettija, F. Bilinić izgradio mramornu niša u koju je smješten Gospin kip (Uznesene Marijino) što su ga u Jelsu 1539. donijeli izbjeglice iz Čitluka i Gabele i poslije ga darovali crkvi.
Godine 1865. u Bassanu u Italiji su nabavljene orgulje kojima je danas potrebna restauracija.
u periodu 1879. – 1887. crkva se produljuje na zapad, dobiva klasicističko pročelje. Ruši se kula Toretta na jugozapadu, a na njenom mjestu se 1887. gradi zvonik. Godine 1895., slikar Bellotti oslikava prezbiterij.

## Zaštita
Pod oznakom Z-5600 zavedena je kao nepokretno kulturno dobro - pojedinačno, pravna statusa zaštićena kulturnog dobra, klasificirano kao "sakralna graditeljska baština".